# Igreja Reformada na África (África do Sul)
A Igreja Reformada na África (IRA) - em inglês Reformed Church in Africa, abreviado como RCA - é uma denominação cristã reformada fundada em 1968, na África do Sul, por missionários da Igreja Reformada Neerlandesa (NGK) entre os sul-africanos indianos.

## História
Em 1946, o Rev. MW Theunissen e mais tarde o Rev. CWJ Pistorius (oficiais da Igreja Reformada Neerlandesa (NGK) ) iniciaram o trabalho de evangelização entre os sul-africanos indianos. Uma igreja foi organizada em 1949. Posteriormente, o primeiro evangelista indiano, o Sr. Albert Murugan, foi ordenado e empossado como nomeado em tempo integral.
Em 1955 já havia 30 novos convertidos batizados. Depois disso, novas igrejas direcionadas aos sul-africanos indianos foram fundadas em diversas cidades fo país. Em 1968, foi formalmente constituída a Igreja Reformada Indiana, como uma denominação distinta da Igreja Reformada Neerlandesa (NGK).
Com o crescimento, a denominação passou a atender também pessoas de outras etnias e mudou de nome para Igreja Reformada na África. Em 1996 tinha 2.386 membros.

## Doutrina
A denominação subscreve o Catecismo de Heidelberg e Cânones de Dort como seus símbolos de fé. Além disso, reconhece o Credo Niceno-Constantinopolitano, Credo dos Apóstolos e Credo de Atanásio como exposições fiéis das doutrinas bíblicas.

## Relações Inter-eclesiásticas
A IRA é membro da Comunhão Mundial das Igrejas Reformadas.